# Cyphopterum paradoxum
Cyphopterum paradoxum är en insektsart som först beskrevs av De Bergevin 1918.  Cyphopterum paradoxum ingår i släktet Cyphopterum och familjen Flatidae. Inga underarter finns listade i Catalogue of Life.